# Libertia peregrinans
Libertia peregrinans là một loài thực vật có hoa trong họ Diên vĩ. Loài này được Cockayne & Allan miêu tả khoa học đầu tiên năm 1927.